# NGC 5249
NGC 5249 (również PGC 48134 lub UGC 8618) – galaktyka soczewkowata (S0), znajdująca się w gwiazdozbiorze Wolarza. Odkrył ją William Herschel 21 marca 1784 roku. Jest to galaktyka z aktywnym jądrem typu LINER.